# Bjugnfjorden

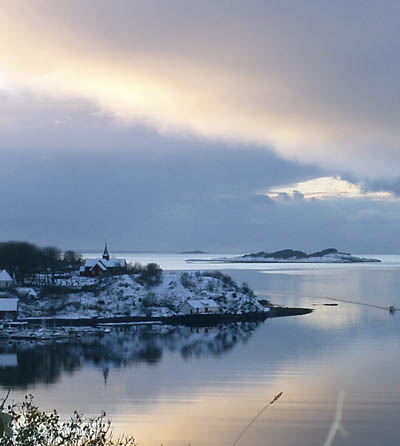
Vue du fjord avec l’église de Bjugn sur le rivage

Le Bjugnfjorden est un fjord situé dans la municipalité d’Ørland, dans le comté de Trøndelag, en Norvège. Le fjord, long de 14 kilomètres, commence au village de Botngård et se dirige vers l’ouest dans l’océan Atlantique après le phare de Kjeungskjær. Les villages situés le long du fjord comprennent Nes et Uthaug. L’église de Bjugn est située sur la rive sud du fjord. Le Stjørnfjord se trouve à environ 6 kilomètres au sud, de l’autre côté de la péninsule d’Ørlandet.